# K. u. k. Officierstöchter-Erziehungs-Institut

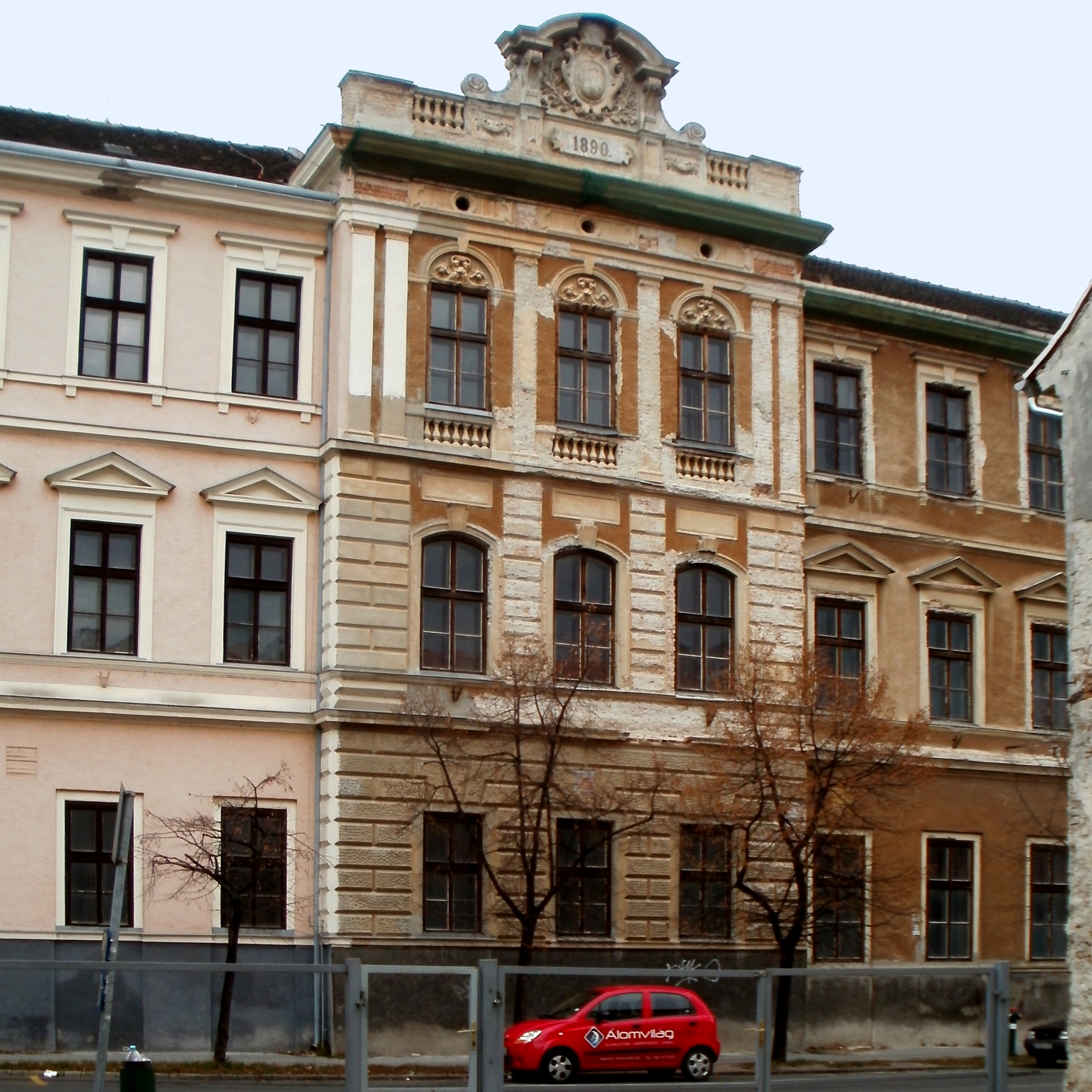
Ehemaliges K. u. k. Officierstöchter-Erziehungs-Institut (2011)

Das K. u. k. Officierstöchter-Erziehungs-Institut  (ungarisch Egykori Honvéd Tiszti Leánynevelő Intézet) ist ein denkmalgeschützter Monumentalbau im Stil des Historismus in der ungarischen Stadt Sopron (deutsch Ödenburg). Er wurde 1890 fertiggestellt und befindet sich in der II. Ferenc Rákóczi utca 8, südwestlich der historischen Innenstadt gelegen.

## Geschichte des Instituts
Die Geschichte des Instituts geht zurück auf Gräfin Matild Zahradnikné Bolza, die nach der niedergeschlagenen Ungarischen Revolution 1848/1849 im Jahre 1850 eine Spendensammlung ins Leben rief mit dem Ziel, ein Erziehungsinstitut für verwaiste Offizierstöchter zu gründen, das offiziell im Mai 1853 eröffnet wurde. Da in der Anfangszeit noch nicht genug Geld für ein eigenes Gebäude zur Verfügung stand, wurden die ersten Schülerinnen im Ursulinen-Kloster untergebracht. Die Unterrichtsfächer waren: Lesen, Schönschreiben, Rechtschreiben, Aufsatzschreiben, ungarische Sprache, französische Sprache, deutsche Sprache, Religion, Mathematik, Erdkunde, Geschichte, Naturkunde, Handarbeit, Zeichnen und Musik. 1869 konnte das Institut in ein eigenes Gebäude in der heutigen II. Ferenc Rákóczi utca umziehen. Drei Jahre später wurde beschlossen, dass in der Zukunft auch Schülerinnen aufgenommen werden können, die bezahlen, die keine Waisen sind, und die das Institut als externe besuchen. 1877 übernahm das Kriegsministerium das Institut. In den 1880er Jahren wurde es mehrfach vergrößert, 1884 wurde der neu errichtete zweite Stock fertig, mit einer Hauskapelle im Zentrum des neuen Stockwerkes. Bei der ersten feierlichen heiligen Messe am 1. Juni 1884 war auch Kaiser Franz Joseph I. anwesend. Im folgenden Jahr hatte das Institut siebzig Schülerinnen und das Kriegsministerium plante weitere Erweiterungen. Das angekaufte Nachbarhaus wurde abgerissen und die Schule erhielt einen neuen Gebäudeflügel. Der neue Gebäudeteil wurde im Jahre 1890 feierlich eingeweiht. Nach dem Ersten Weltkrieg nahm das Institut 1922 den Namen von Ilona Zrínyi an und wurde zum Ilona Zrínyi Ungarisch Königlichen Offizierstöchter-Erziehungsinstitut (ungarisch A Magyar Királyi Zrínyi Ilona Honvédtiszti Leánynevelő Intézet). In den Jahren 1926 bis 1927 wurde das Gebäude nochmals erweitert. Im Laufe des Zweiten Weltkrieges wurde der Schulbetrieb eingestellt und in dem vom Militär verwalteten Gebäude ein Krankenhaus eingerichtet. Ab dem Dezember 1944 wurde das Gebäude durch Bombardierungen stark beschädigt. Nach dem Krieg gab es unterschiedliche Vorstellungen darüber, wie das beschädigte Gebäude verwendet werden könnte. Schließlich wurde 1953 eine neue Bekleidungsfabrik dort eingerichtet.